# Dai Sijie
Acesta este un nume chinezesc; numele de familie este Dai.
Dai Sijie (n. 2 martie 1954, Chengdu, Republica Populară Chineză) este un scriitor și regizor francez de origine chineză.

## Publicații
- Balzac și Micuța Croitoreasă chineză, traducere de Daniela Boriceanu, postfață de Alexandru Călinescu, Editura Polirom, Iasi, 2002, 204 p [9]